# 962 TCN
962 TCN là một năm trong lịch La Mã.